# Sam Van Rossom
Sam Tom Bert Van Rossom (* 3. Juni 1986 in Gent, Ostflandern) ist ein belgischer Basketballspieler. Van Rossom gewann mit Telindus Oostende zweimal die belgische Meisterschaft und einmal den Pokalwettbewerb. Nach zwei Jahren in Italien spielte der belgische Nationalspieler und zweimalige EM-Endrundenteilnehmer ab 2010 in der spanischen Liga ACB. Mit dem Valencia Basket Club, für den er zehn Jahre spielte, gewann Van Rossom 2014 und 2019 den europäischen Vereinswettbewerb Eurocup und wurde 2017 spanischer Meister.

## Karriere
Van Rossom erlernte das Basketballspiel in den Jugendmannschaften des ehemaligen Erstligisten Gent Dragons. 2002 schloss sich Van Rossom dem Verein aus De Pinte an, wo er als 16-Jähriger im Herrenbereich unterhalb der geschlossenen professionellen Liga Ethias League spielte. 2005 wurde der ehemalige Juniorennationalspieler in das Aufgebot des Erstligisten aus Ostende am Ärmelkanal aufgenommen. Mit diesem Verein errang er mit unter anderem an der Seite des deutschen Nationalspielers Denis Wucherer 2006 und 2007 den elften und zwölften Meistertitel für den Verein. Nachdem Wucherer bereits seine Karriere beendet hatte, gewann man 2008 zum elften Mal den belgischen Pokalwettbewerb, konnte den Meistertitel jedoch nicht verteidigen. Anschließend wechselte Van Rossom in die höchste italienische Spielklasse Lega Basket Serie A zu Scavolini Pesaro. Erstmals nach dem Wiederaufstieg zwei Jahre zuvor erreichte der italienische Verein 2009 als Tabellenachter der Hauptrunde die Meisterrunde, in der man sieglos in der ersten Runde gegen Serienmeister und Titelverteidiger Montepaschi Siena ausschied. Im europäischen Vereinswettbewerb EuroChallenge erreichte Scavolini 2010 das Endturnier in Göttingen, bei dem man nach zwei Niederlagen den vierten Platz des Wettbewerbs belegte. In der italienischen Meisterschaft verpasste man 2010 auf dem zehnten Platz die erneute Teilnahme an den Play-offs.
Zur Saison 2010/11 wechselte Van Rossom in die spanische Liga ACB zum Erstliga-Rückkehrer CAI 2002 Saragossa. Anders als zwei Jahre zuvor hielt man auf dem zehnten Platz mit nahezu ausgeglichener Saisonbilanz die Klasse. Nachdem die belgische Nationalmannschaft im Sommer 2010 erfolgreich die Qualifikation überstanden hatte, nahm die Auswahl mit Van Rossom erstmals nach 18 Jahren wieder an einer Endrunde der Basketball-Europameisterschaft teil. Beim EM-Endrundenturnier 2011 verlor man jedoch alle fünf Vorrundenspiele und schied frühzeitig aus.
Nach einem weiteren zehnten Platz 2012 in der Liga ACB mit Saragossa erreichte die Mannschaft in der Saison 2012/13 einen in der Hauptrunde den fünften Platz. In der ersten Play-off-Runde traf man auf die Mannschaft aus Valencia, die nach einem überdeutlichen 80:42-Heimerfolg im ersten Spiel in der Serie in Führung ging. Nach einem Heimerfolg in drei Verlängerungen mit 122:120 setzte sich Saragossa auch im dritten und entscheidenden Spiel der Serie in Valencia durch. In der Halbfinalserie blieb man dann jedoch gegen den Hauptrundenersten und späteren Titelgewinner Real Madrid sieglos. Für die Saison 2013/14 bekam Van Rossom anschließend einen Vertrag in Valencia.
Beim EM-Endrundenturnier 2013 verlor Belgien ohne ihren neuen Nationalspieler Matt Lojeski, der wegen Verletzung passen musste, das Auftaktspiel knapp mit einem Punkt Unterschied gegen die Ukraine. Doch mit einem Verlängerungssieg gegen Deutschland und einem weiteren Erfolg gegen Großbritannien sicherte sich Belgien die Teilnahme an der Zwischenrunde, in der nur noch ein weiterer Erfolg gelang, als man im letzten Gruppenspiel Lettland die Teilnahme am Viertelfinale vermasselte.
Mit seiner neuen Vereinsmannschaft aus Valencia verlor Van Rossom 2013/14 in der Liga ACB nur vier Spiele in der Hauptrunde und zog als überzeugender Zweiter hinter Titelverteidiger Real Madrid in die Endrunde um die spanische Meisterschaft ein. Im europäischen Vereinswettbewerb Eurocup der Saison 2013/14, an dem Van Rossom bereits zweimal mit Ostende teilgenommen hatte, gewann man in den Gruppenspielen der Vor- und Zwischenrunde nur neun von 16 Spielen. Trotzdem reichte es zum Einzug ins Achtelfinale. Nachdem man im Achtel- sowie im Viertelfinale gegen den deutschen Vertreter Alba Berlin dank eines Vorsprungs aus dem Hinspiel weitergekommen war, gewann man im Halbfinale und in den Endspielen jeweils beide Partien und damit für den Verein bereits den dritten Titelerfolg als Rekordsieger dieses Wettbewerbs. In der Halbfinalserie um die spanische Meisterschaft hatte man gegen den vormaligen Vizemeister FC Barcelona Heimrecht. Doch nachdem es nur Auswärtssiege in dieser Serie gegeben hatte, schied Valencia mit dem letzten erfolgreichen Wurf von Marcelinho Huertas in den Schlusssekunden des fünften und entscheidenden Spiels aus der Titelvergabe aus. Nach dem Titelgewinn im Eurocup spielte Van Rossom mit Valencia in der Saison 2014/15 im höchstrangigen europäischen Vereinswettbewerb EuroLeague.
2017 wurde er mit Valencia spanischer Meister, 2019 gewann er mit der Mannschaft wieder den EuroCup. Der Belgier blieb bis 2023 in Valencia. Der Verein entschied, die von Van Rossom getragene Rückennummer 9 nicht mehr zu vergeben, um damit dessen Leistungen zu würdigen. Insgesamt bestritt er 369 Spiele in der spanischen Liga ACB.
2023 kehrte Van Rossom, der ein Jahr zuvor nach 121 Länderspielen seinen Abschied aus der belgischen Nationalmannschaft eingereicht hatte, nach Oostende zurück. Im Mai 2024 gab er bekannt, seine Spielerlaufbahn am Ende der Saison 2023/24 einzustellen.